# Gatto (araldica)

Gatto al naturale inferocito

In araldica il gatto è simbolo di indipendenza, vigilanza e destrezza. Per il suo significato di indipendenza e libertà fu spesso innalzato come insegna da Alani, Borgognoni e Svizzeri. Nell'araldica italiana è spesso utilizzato come arma parlante.

## Esempi

Blasone della famiglia Micault
D'azzurro, al gatto d'argento accompagnato nel capo da tre stelle d'oro ordinate in fascia (famiglia Gatto di Carmagnola)
D'oro, alla fascia ondata d'azzurro sormontata da un gatto d'argento maculato di nero (famiglia Gatto, nobili di Lanerio e Agliano)
Di rosso, al gatto seduto d'argento (Sobrio, Svizzera)
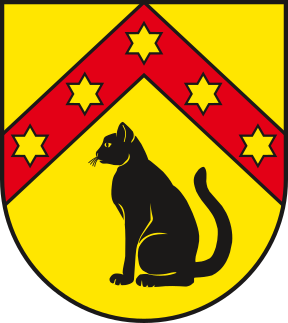
Gatto seduto di nero, mirante a destra (Wust, Germania)
Tre gatti d'oro, accovacciati uno accanto all'altro (Bariano)
Gatto rabbuffato (Vaugondry, Svizzera)

## Posizione araldica ordinaria
Il gatto è rappresentato abitualmente nella posizione del leopardo, cioè passante e con la testa di faccia.

## Attributi araldici
- Arricciato quando è rabbuffato, irto, armato, aggroppato o digrignante
- Inferocito quando è rampante

Ha inoltre gli attributi consueti di azione, posizione o smalto degli altri quadrupedi.